# Paraeuchaeta vervoorti
Paraeuchaeta vervoorti är en kräftdjursart som först beskrevs av Mungo Park 1978.  Paraeuchaeta vervoorti ingår i släktet Paraeuchaeta och familjen Euchaetidae. Inga underarter finns listade i Catalogue of Life.